# 대구내당초등학교
대구내당초등학교는 대한민국 대구광역시 달서구 두류동에 있는 공립 초등학교이다.

## 역사
- 1954년 3월 29일 내당국민학교 설립 인가
- 1954년 4월 1일 개교(13학급-1학년8학급, 2학년5학급)
- 1954년 4월 6일 제1대 김홍배 교장 부임
- 1959년 3월 28일 1회 졸업(311명 : 남175, 여136)
- 1965년 3월 1일 100학급 편성(7,393명)
- 1988년 12월 24일 야구부 창단
- 1993년 12월 15일 식당 준공 및 급식 실시
- 1996년 3월 1일 대구내당초등학교로 교명 변경
- 1996년 3월 7일 병설유치원 개원(1학급)
- 1996년 9월 25일 학교 방송실 설치 개원
- 1997년 6월 2일 컴퓨터실 1실 신설(586컴퓨터 42대)
- 2003년 2월 28일 서관 증축(체육관, 식당 및 특별실 11실, 교실 3실)
- 2008년 8월 25일 남관 증축(교실 18실, 특별실 3실, 연구실 3실)
- 2009년 9월 14일 유치원 교실 리모델링, 유치원 종일반 설치
- 2009년 10월 12일 본관 리모델링
- 2010년 10월 22일 역사관, 과학실 현대화
- 2012년 2월 16일 제54회 졸업식 96명 (총 31,362명)
- 2012년 3월 1일 19학급(일반학급 18학급, 특수학급 1학급) 유치원 1학급 편성
- 2012년 3월 7일 놀이시설 6종 교체
- 2013년 2월 15일 제 55회 졸업식 95명 졸업(총 31,457명)
- 2013년 2월 15일 남부교육청 Wee센터 구축
- 2013년 3월 1일 20학급(특수학급 2학급), 병설유치원 2학급 편성
- 2013년 3월 14일 유치원 증설 및 교실1실 추가 구축
- 2013년 10월 30일 시청각실 구축
- 2014년 2월 14일 제56회 졸업식 93명 졸업(총 31,550명)
- 2014년 3월 1일 19학급(특수학급 2학급), 병설유치원 2학급 편성
- 2014년 3월 7일 돌봄 전용교실 1실 추가 구축
- 2014년 3월 12일 다목적 학습관 ‘라온누리’구축
- 2015년 2월 13일 제57회 졸업식 42명(총 31,592명)
- 2015-03-01 19학급(특수학급 2학급), 병설유치원 2학급 편성
- 2016-01-26 운동장 트랙 완공
- 2016-02-04 제58회 졸업식 60명(총 31,652명)
- 2016-03-01 17학급(특수학급 2학급) 편성
- 2017-02-15 제59회 졸업식 59명(총 31,711명)
- 2017-03-01 14학급(특수학급 2학급) 편성
- 2018-02-09 제60회 졸업식 49명(총31,760명)
- 2018-03-01 제14학급(특수학급 1학급) 편성
- 2018-03-01 29대 권세황 교장 부임

## 상징
- 교화 - 목련 : 본교 교화인 목련은 겨울의 찬 기운을 이겨내고 이른 봄에 백색 및 자주색의 꽃을 만개하여 그 우아하고 순결한 빛깔은 맑고 깨끗한 내당 어린이 마음을 상징한다. 더불어 내당 어린이의 봉사정신과 자연 보호의 마음을 담고 있다.
- 교목 - 향나무 : 본교의 교목은 향나무이다. 향나무의 하늘을 향해 치솟음은 자라나는 새 일꾼의 높은 기상과 의지, 충효를 상징하고 사철 푸른 잎을 간직함은 영원 무궁한 내당 어린이의 밝은 내일을 상징한다.

## 참고 자료
- 대구내당초등학교 - 한국교육학술정보원 학교알리미